# Lexington Steele
Lexington Steele, tên thật Clifton Britt là một diễn viên phim khiêu dâm nổi tiếng người Hoa Kỳ, giám đốc và chủ sở hữu của Mercenary Motion Pictures và Black Viking Pictures Inc. Ông là diễn viên đầu tiên đã giành được ba lần AVN Male Performer of the Year Award.